# Open 13 Provence 2020
Open 13 2020 — тенісний турнір, що проходив на кортах з твердим покриттям у місті Марсель, Франція з 17 до 23 лютого. Належав до категорії ATP 250.

## Фінальна частина

### Одиночний розряд
Стефанос Ціціпас —  Фелікс Оже-Аліассім 6–3, 6–4

### Парний розряд
Ніколя Маю /  Вашек Поспішил —  Веслі Колгоф /  Нікола Мектич 6–3, 6–4